# Шумско језеро
Шумско језеро (енгл. Lake of the Woods) је језеро између канадских провинција Онтарио, Манитоба и америчке државе Минесота.
Површина језера износи 3.846 km², има 14.552 острва, и веома кривудаву обалу дужине 105.000 километара. Најуочљивија карактеристика обале је полуострво Олно. У језеро се улива река Рејни, а из њега истиче река Винипег.
Граница САД и Канаде на језеру је утврђена конвенцијом и протоколом из 1925. По њему је мала америчка ексклава на обали језера (северозападни угао) окружена канадским копном.